# 제철소

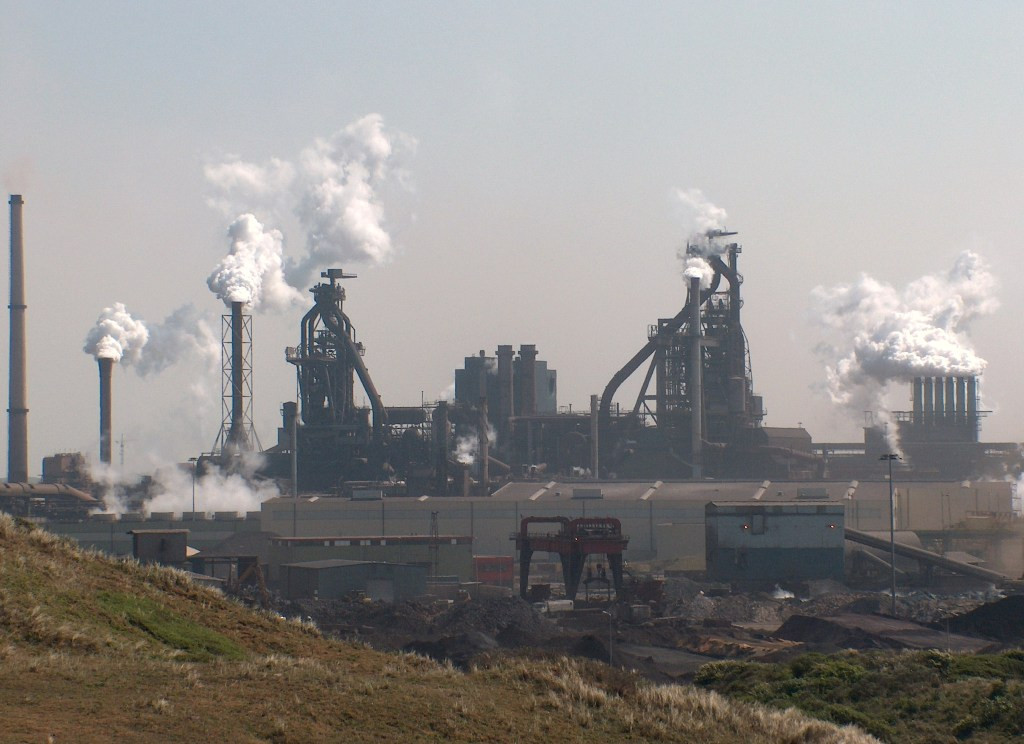

제철소(製鐵所, 영어: Ironworks)는 제철을 하여 철강 제품을 만드는 일련의 시설이 있는 공장이다.

## 같이 보기
- 일관제철소(一貫製鐵所, integrated steel mill, ISM)